# Топол при Медводах
Топол при Медводах (словен. Topol pri Medvodah) је насељено место у општини Медводе, Средњесловенска регија, Словенија.

## Историја
До територијалне реорганизације у Словенији био је у саставу града Љубљане, односно старе општине Шишка.

## Становништво
У попису становништва из 2011. године, Топол при Медводах је имао 160 становника.
| Број становника према пописима | Број становника према пописима | Број становника према пописима |
| ------------------------------ | ------------------------------ | ------------------------------ |
| 1991                           | 2002                           | 2011                           |
| 130                            | 151                            | 160                            |

Напомена: До 1955. исказивано под именом Катарина над Медводами. Године 2007. увећано за део насеља Голо Брдо. Године 2011. извршена је мала размена територије између насеља Голо Брдо и Топол при Медводах.

## Галерија
- жупни дом
- капелица
- капелица
- капелица
- улаз у насеље
- Топол при Медводах, магла